# Курдистанские евреи

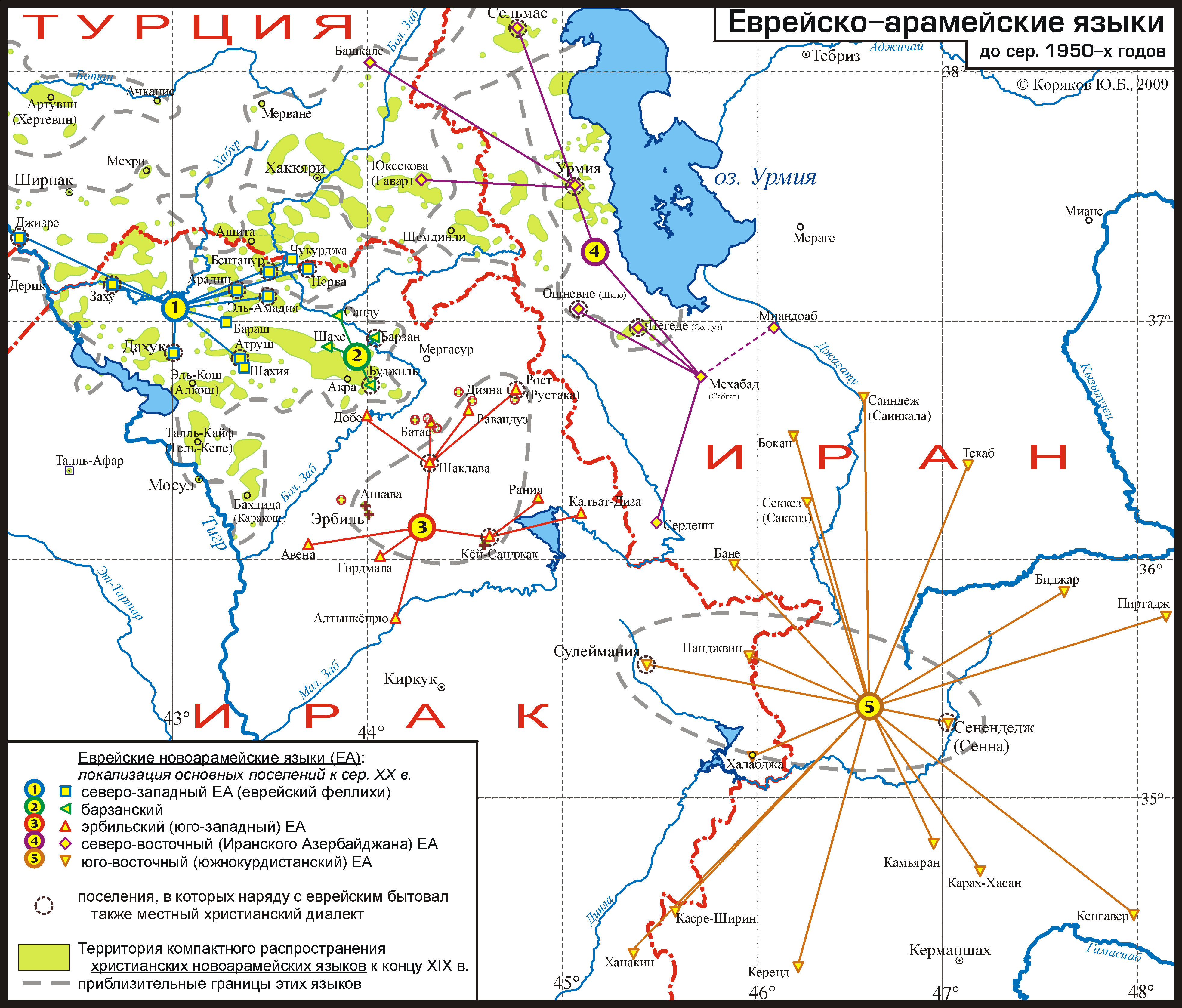
Еврейско-арамейские языки до сер. 1950-х годов

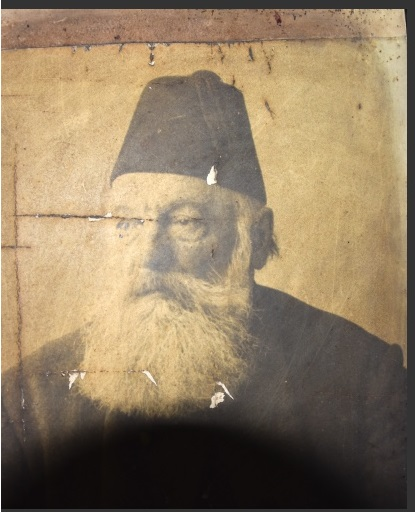
Курдистанский еврей, XIX век

Курдистанские евреи (лахлу́хи, курдские евреи; самоназв. Hōzāyē, новоарам. Hūdāyē; ивр. יהודי כורדיסטאן‎ Yehudei Kurdistan, также כורדים Kurdim; курд. Kurdên cihû, курден-джыу, Juhū) — этнолингвистическая группа евреев, основными разговорными языками которых были еврейско-арамейские языки. До начала 1950-х годов жили в основном в Курдистане и соседних районах (территория современных Ирака, Ирана и Турции). Потом почти все переселились в Израиль.

## Этноним
Курдские евреи часто называют себя также anšei targum «народ Таргума». Происхождение широкоиспользуемого названия «лахлух» непонятно; согласно одной из легенд, изначально это было презрительное название, данное курдистанским евреям извне (слово «лихлух» на иврите означает «грязь»), однако эта гипотеза фактически не имеет подтверждения, кроме фонетического созвучия. На самом деле, прозвище «лахлухи» получили после переселения из Ирана в Грузию и Азербайджан, из-за частого использования окончаний «лах» и «лох» в словах, соответственно, женского и мужского рода. Местные жители, не понимащие арамейского языка, часто слышали в разговоре «лах -лох» и прозвали людей, говорящих на арамейском языке «лахлухами».
Другая версия — слово лахлух (от арамейского «туда-сюда») связано с коробейничеством, одним из занятий курдистанских евреев.

## История
Лахлухи жили в Иракском Курдистане (более 20 тысяч; Заху, Акра, Эрбиль (3,2 тысяч), Киркук (4 тысяч), Сулеймания (2,3 тысяч), Ханакин (2,8 тысяч), иранском Курдистане (около 12 тысяч, Сенендедж, Секкез, Керенд), соседних районах турецкого Курдистана (11 общин) и Сирии (в основном в районе города Эль-Камышлы). К лахлухам относят живших также вне Курдистана евреев Иранского Азербайджана (район озера Урмия и территории к северу от него), говорящих на арамейских языках. В то же время евреев Мосула (Ирак, Курдистан), известных под названием miṣlawim (10,3 тысяч), а также района Урфа (Турция), так называемых urfali, близких по укладу жизни к евреям других районов Курдистана, некоторые исследователи не причисляют к лахлухам, так как они в основном пользовались в обиходе арабским языком. Лахлухи города Миандоаб в Иранском Азербайджане, видимо, к началу XIX века перешли на местный (миандоабский) еврейский говор азербайджанского языка.
К моменту переселения в Израиль лишь около двадцати тысяч лахлухов оставались носителями новоарамейских языков. Остальные перешли на арабский или курдский языки. 
В Палестине (главным образом в Цфате) лахлухи стали селиться ещё в XVI веке. В начале XX века в Иерусалиме (в районе нынешнего рынка Махане-Иегуда) обосновалась община лахлухов со своей синагогой (построена в 1908 году). Они занимались в основном физическим трудом; и сейчас[когда?] их немало среди грузчиков в Иерусалиме. К 1916 году в Палестине их насчитывалось 8560 человек. В 1920—1926 годах в Палестину переселилось 1,9 тысячи лахлухов. В 1935 году в страну прибыли 2,5 тысяч лахлухов. В 1950—1951 годах почти все евреи Иракского Курдистана репатриировались в ходе операции «Эзра и Нехемия» (поселились в основном в Иерусалиме и его округе).
В те же годы из 12 тысяч лахлухов, живших в 15 общинах Ирана (наиболее крупные — в городах Сенендедж, четыре тысячи человек, и Секкез, 1,3 тысяч человек), 8 тысяч выехали в Израиль. После падения шахского режима в Иране в 1979 году в Израиль переселилось большинство из остававшихся там лахлухов.
Некоторое количество лахлухов переселилось в начале XX века в Закавказье, главным образом в Баку и Тбилиси. В Тифлисе лахлухи работали строителями и шофёрами; молились в грузинской синагоге Часть выехала в середине 1930-х годов, когда советское правительство потребовало от жителей с иностранными паспортами либо принять советское гражданство, либо выехать из страны. В 1951 году оставшиеся в Тбилиси лахлухи в числе «бывших иранских подданных» были депортированы в Сибирь и Восточный Казахстан. Начиная с 1956 года некоторые из сосланных вернулись в Грузию. К середине 1980-х годов в Тбилиси и Алма-Ате насчитывалось около 2 тысяч лахлухов. Большая часть затем выехала в Израиль. На 2010 год около 200 семей лахлухов продолжают жить в Тбилиси и Алма-Ате.
Незначительное число лахлухов проживает поныне также в Турции и Сирии. В Израиле сейчас насчитывается около 100 тысяч лахлухов.